# Saint-Esprit (Paris)
Saint-Esprit ist ein römisch-katholisches Kirchengebäude im 12. Arrondissement in Paris. Es wurde von 1928 bis 1935 errichtet. Die Kirche ist als Monument historique klassifiziert.

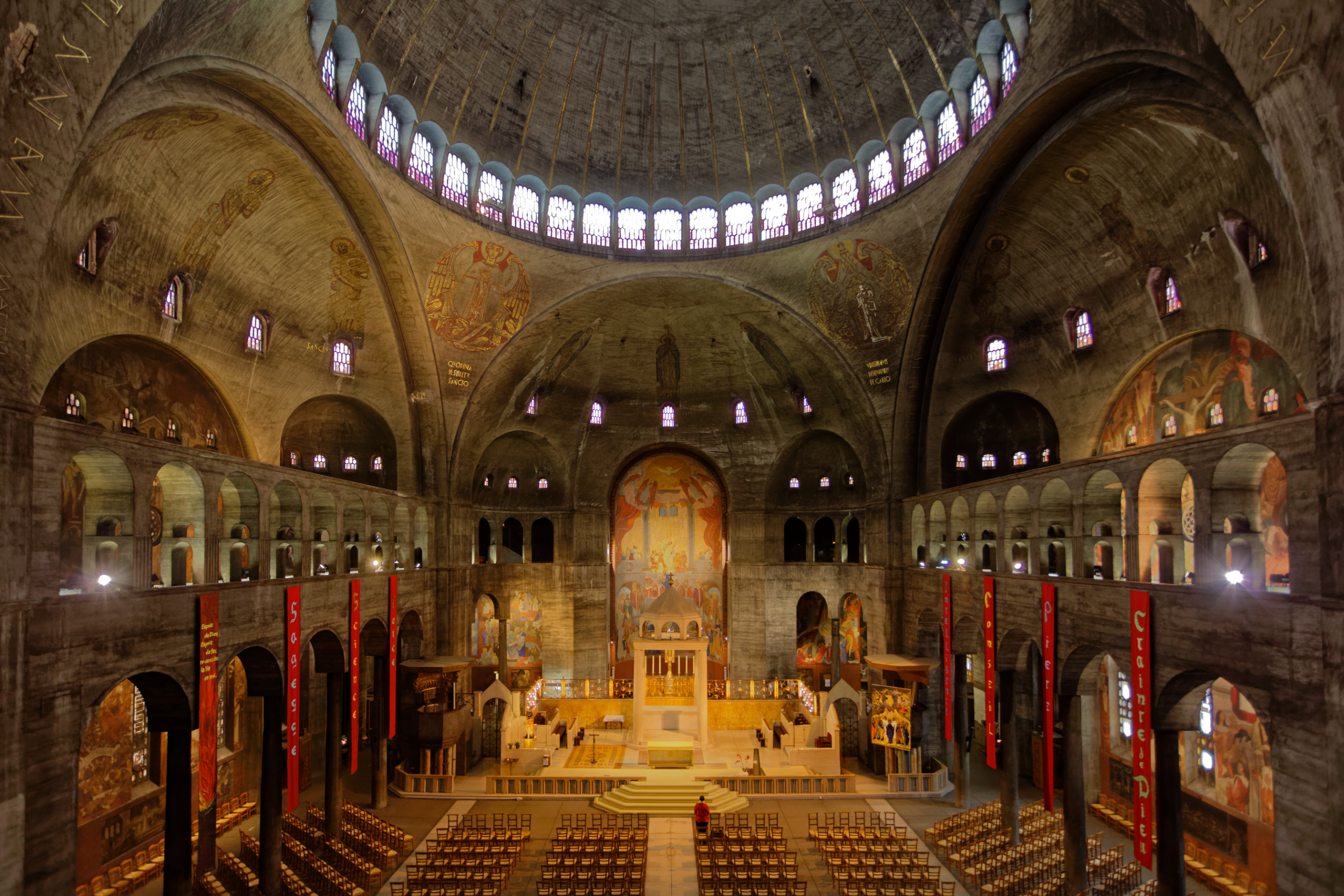
Saint-Esprit

## Architektur
Die Kirche wurde von dem Architekten Paul Tournon entworfen. Die Konstruktion besteht aus Stahlbeton und ist außen mit Ziegelsteinen verkleidet.  Die Kuppel mit einem Durchmesser von 22 Metern und einer Höhe von 33 Metern ist der Kirche Hagia Sophia in Istanbul nachempfunden. Die Kirche wurde durch 70 bildende Künstler ausgeschmückt. Von Maurice Denis stammen die Gemälde der Chapelle de la Vierge und von George Desvallières der Kreuzweg.

## Orgel

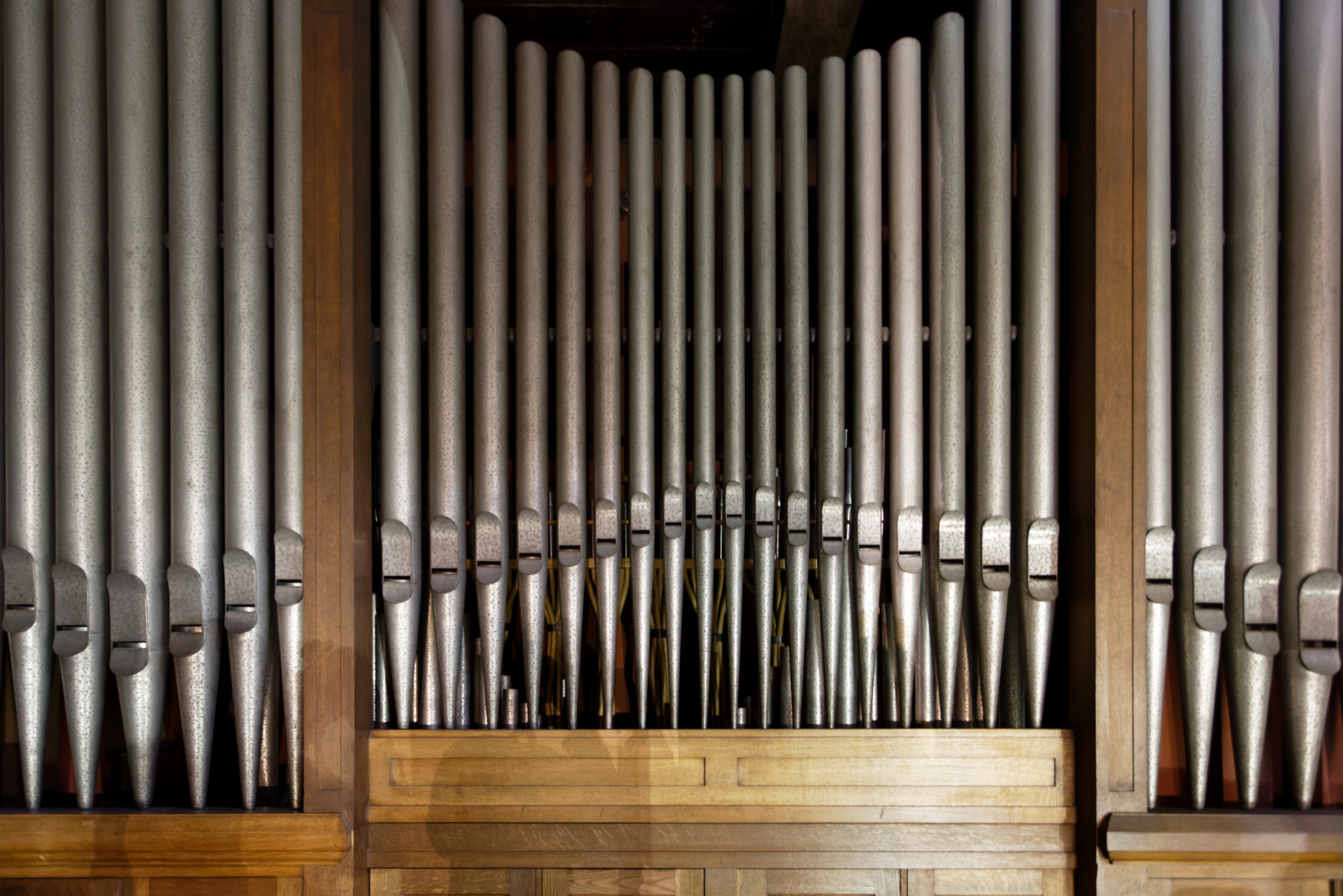
Orgel von Saint-Esprit

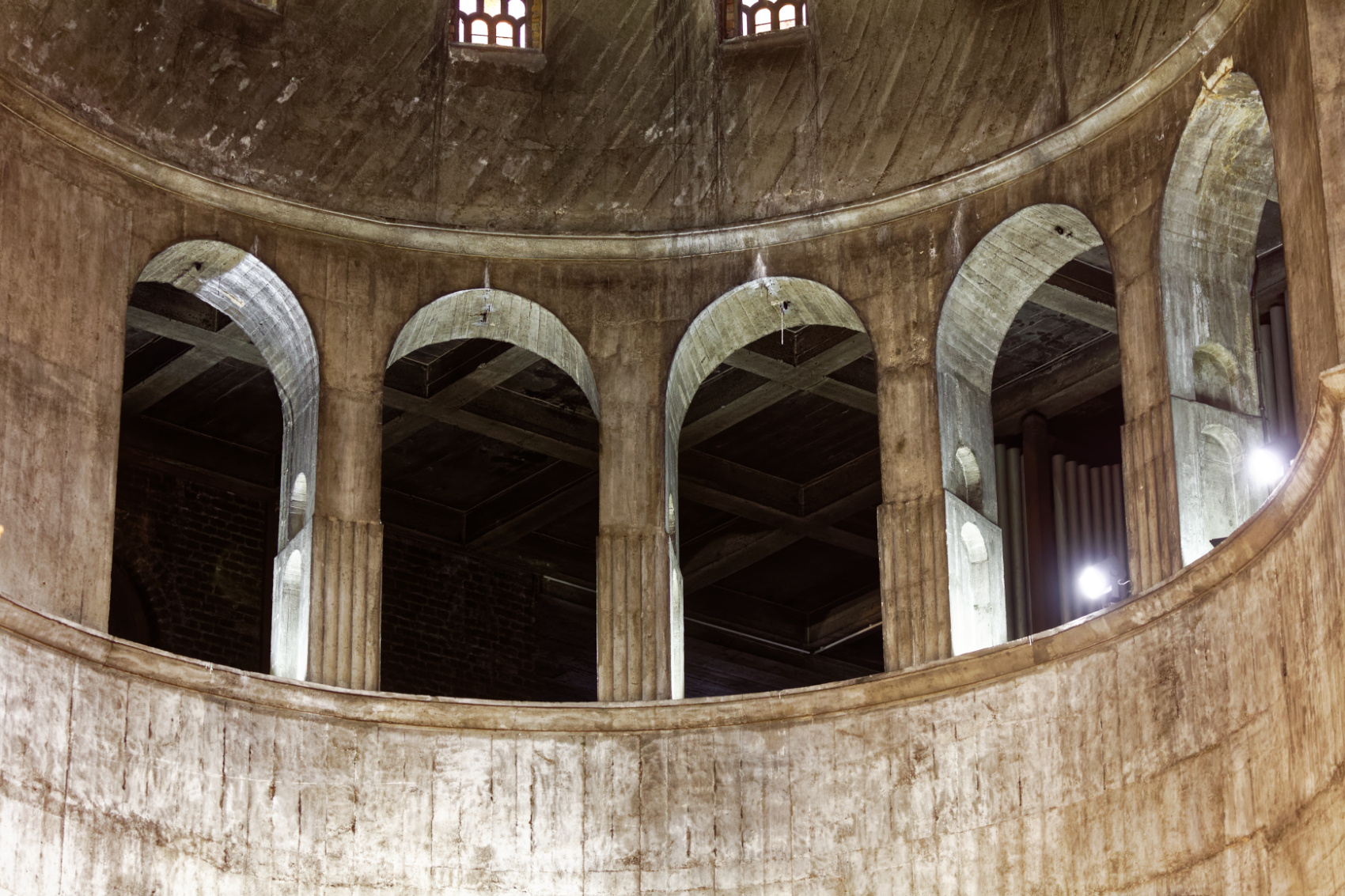
Orgelempore

Die Orgel wurde 1934 von Gloton-Debierre nach einem Dispositionsentwurf von Albert Alain erbaut und von Jehan Alain eingeweiht. 1968 wurde das Plein-jeu des Schwellwerks ins Hauptwerk versetzt. 1984 erfolgten weitere Veränderungen durch Jean-Marc Cicchero. Jeanne Demessieux war von 1933 bis 1962 Organistin der Kirche. Gegenwärtiger Organist ist Hampus Lindwall.
Disposition von 1934
| I Grand-Orgue C–g3 |     |
| Bourdon            | 16′ |
| Montre             | 08′ |
| Flûte harmonique   | 08′ |
| Bourdon            | 08′ |
| Prestant           | 04′ |

| II Récit expressif C–g3 |       |
| Cor de nuit             | 08′   |
| Gambe                   | 08′   |
| Voix céleste            | 08′   |
| Octave                  | 04′   |
| Nasard                  | 2 ⁄3′ |
| Plein-jeu III           |       |
| Bombarde                | 16′   |
| Trompette               | 08′   |
| Clairon                 | 04′   |

| Pedal C–f1 |       |
| Soubasse   | 16′   |
| Basse      | 08′ * |

- Koppeln: II/I, I/P, II/P. Suboktavkoppel II/I. Appel d’anches. Schwelltritt.

Die Pedalregister sind vom Hauptwerk ins Pedal transmittiert.
Disposition seit 1985
| I Grand-Orgue C–g3 |     |
| Montre             | 08′ |
| Bourdon            | 08′ |
| Prestant           | 04′ |
| Cornet III         |     |
| Plein-jeu IV       |     |

| II Récit expressif C–g3 |     |
| Cor de nuit             | 08′ |
| Gambe                   | 08′ |
| Voix céleste            | 08′ |
| Octave                  | 04′ |
| Doublette               | 02′ |
| Cymbale III             |     |
| Bombarde                | 16′ |
| Trompette               | 08′ |
| Clairon                 | 04′ |

| Pedal C–f1 |                                                |
| Soubasse   | 16′                                            |
| Basse      | 08′ (Transmission vom Bourdon 8′, Grand-Orgue) |
| Flûte      | 04′                                            |

- Koppeln: II/I, I/P, II/P. Suboktavkoppel II/I. Appel d’anches. Schwelltritt.